# Joseph-Marion Leandré
Joseph-Marion Leandré (9 maggio 1945) è un ex calciatore haitiano, di ruolo centrocampista.

## Carriera

### Club
In patria gioca tra le file del Racing Club Haïtien.
Durante il periodo di militanza con il Racing Club Haïtien, fece parte della spedizione haitiana ai Mondiali tedeschi del 1974.

### Nazionale
Ha vestito la maglia di Haiti in sei occasioni, partecipando con la sua Nazionale ai Mondiali tedeschi del 1974.
Il suo primo incontro in Nazionale è datato 7 dicembre 1973 nella vittoria haitiana per 1-0 contro l'Honduras, mentre l'ultima presenza fu il 14 agosto 1976 nella vittoria dei Les Grenadiers per 7-0 contro le Antille Olandesi.

## Palmarès

### Nazionale
- Campionato CONCACAF: 1

Haiti 1973